# 氟化氢钠
氟化氢钠，化学式NaHF2。

## 性质
氟化氢钠是一种无色或白色流沙状结晶或粉末，有强烈的酸味，有毒，在潮湿空气中吸收水分并放出氟化氢。溶于水，不溶于醇。水溶液能腐蚀玻璃。加热至160°C分解为氟化钠和氟化氢。

## 制备
由饱和碳酸钠溶液与氢氟酸控制量反应，再经冷却、真空吸滤、离心分离、烘干、粉碎得到氟化氢钠成品。
{\displaystyle {\rm {\ 4HF+Na_{2}CO_{3}\rightarrow 2NaHF_{2}+H_{2}O+CO_{2}\uparrow }}}

## 用途
用于蚀刻玻璃、锡版制造、纺织品处理、除铁锈，以及生产无水氟化氢，也用作解剖标本防腐剂和保存剂、食物保护剂，与氟化氢钾混合可用作金属的焊接剂。